# Distributeur automatique de titres de transport
Un distributeur automatique de titres de transport est un automate de vente qui vend des titres de transport (billets de train, tickets de métro et de bus, carte d'abonnement, etc.) dans les transports publics.

## Histoire
Les premières machines "mécaniques" de vente de tickets font leur apparition dans les années 1920. Elles étaient utilisées par les machinistes et les poinçonneurs.
Depuis les années 1980, ces machines incorporent des systèmes électroniques.
Dans les années 1990, à la manière des DAB/GAB, les distributeurs automatiques de titres de transports embarquent un ordinateur, le plus souvent connectés au réseau internet, muni d'un écran et d'un clavier ou d'un écran tactile, ainsi que d'une imprimante électrothermique, d'un monnayeur et d'un TPE.
Les machines de vente ainsi connectées permettent alors aux exploitants de connaître en temps réel les ventes réalisées, le taux de remplissage d'une voiture, etc.
Les principaux constructeurs sont : TIM, Almex, Setright, AEG, CAMP (Compagnie d'Ateliers Mécaniques de Precision), Gibson GFI Genfare, Parkeon, Xerox, Beckson and Corvia (Ticketer), Scheidt & Bachmann.

## En Inde
En Inde, les terminaux de vente des agents sont utilisés dans les bus pour vendre, valider et contrôler les titres de transports. Ils ont remplacé les anciens poinçons qui étaient effectués sur les titres papiers.

## En France
En France, la SNCF dispose de 1 300 bornes en libre-service. Ces bornes sont présentes sur 460 sites, notamment dans certaines gares et à l'Assemblée nationale. Les bornes en libre-service permettent d’acheter, de retirer et d'échanger les billets rapidement et facilement.
En 2016, dans le cadre d'un mouvement national, en France, la SNCF a supprimé certains distributeurs de titres de transport, en justifiant de leur faible usage causé par l'augmentation des ventes par Internet. L'utilisation a ainsi baissé de 40 % en trois ans, entre 2013 et 2016. Cette suppression mécontente certaines municipalités, car « c’est un service public de plus qui disparaît ».

## Galerie de photographies

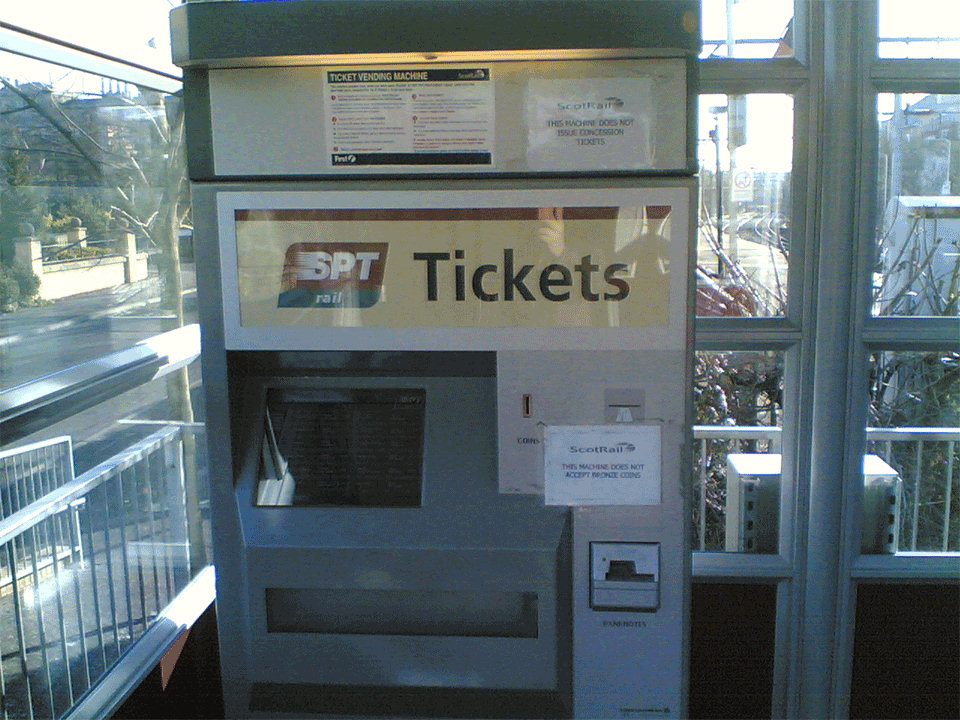
Distributeur automatique à la gare de Jordanhill, en Écosse.
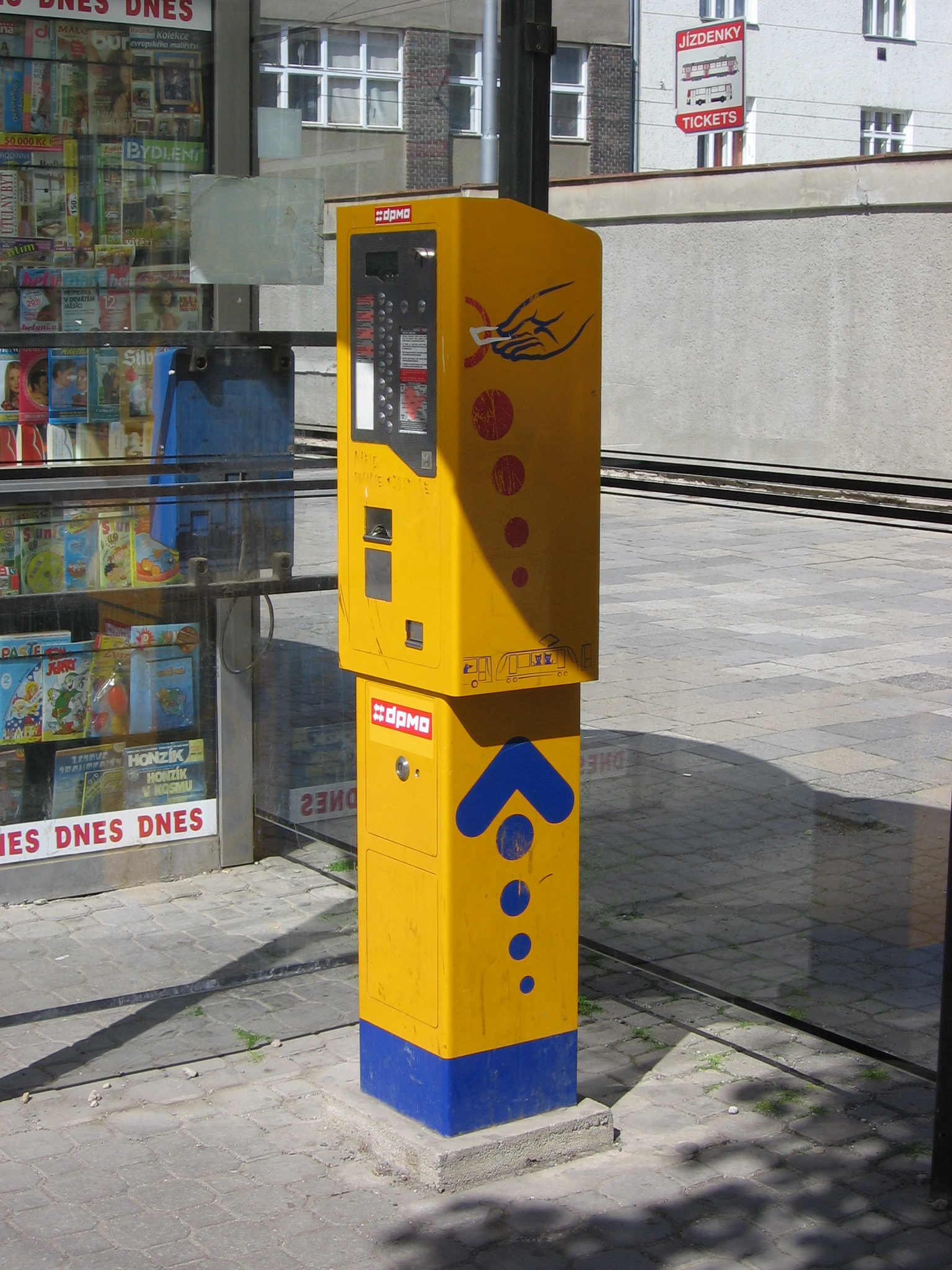
Distributeur automatique à Olomouc, République tchèque.
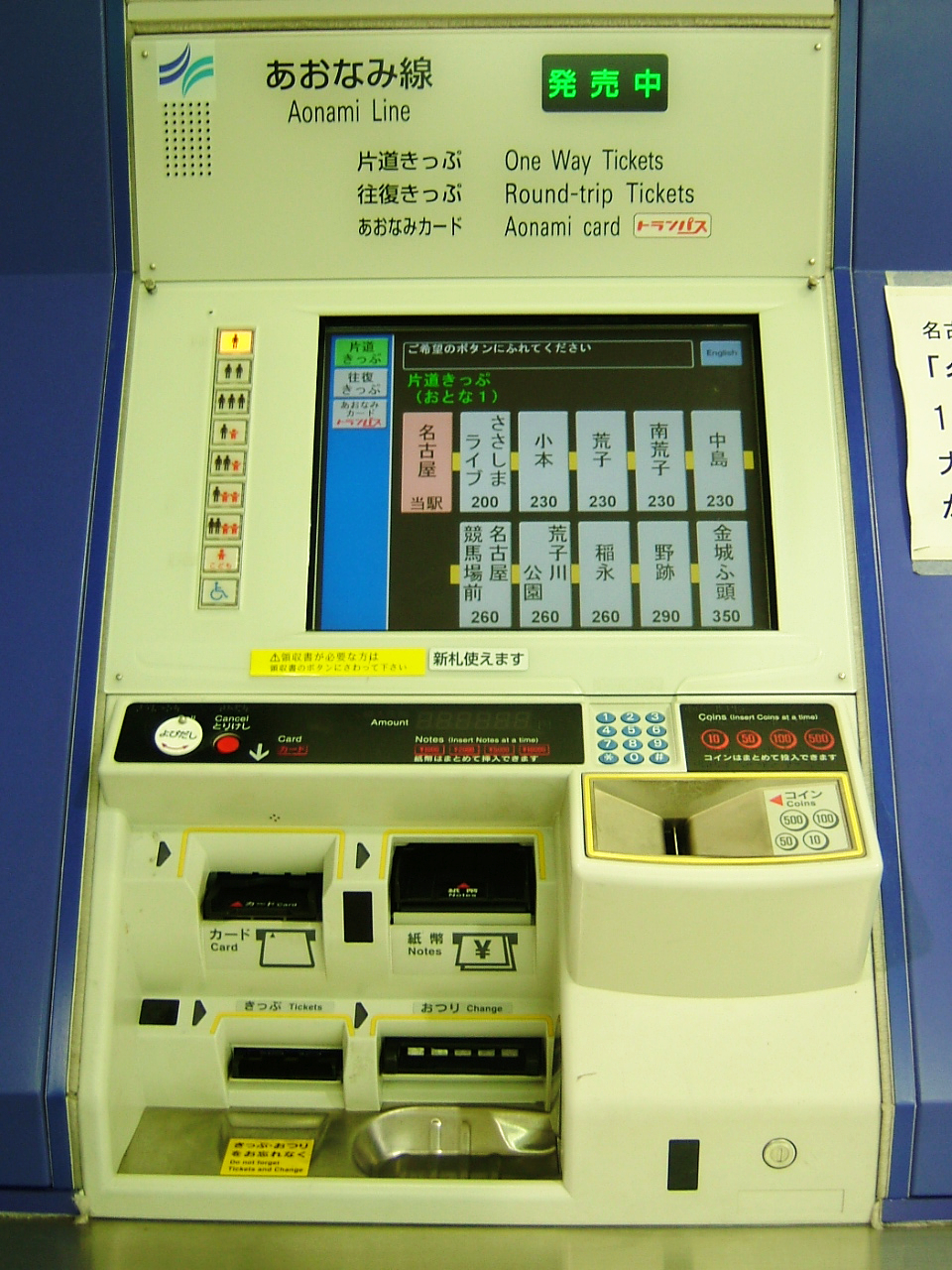
Distributeur automatique à la gare de Nagoya, ligne Aonami, Japon.
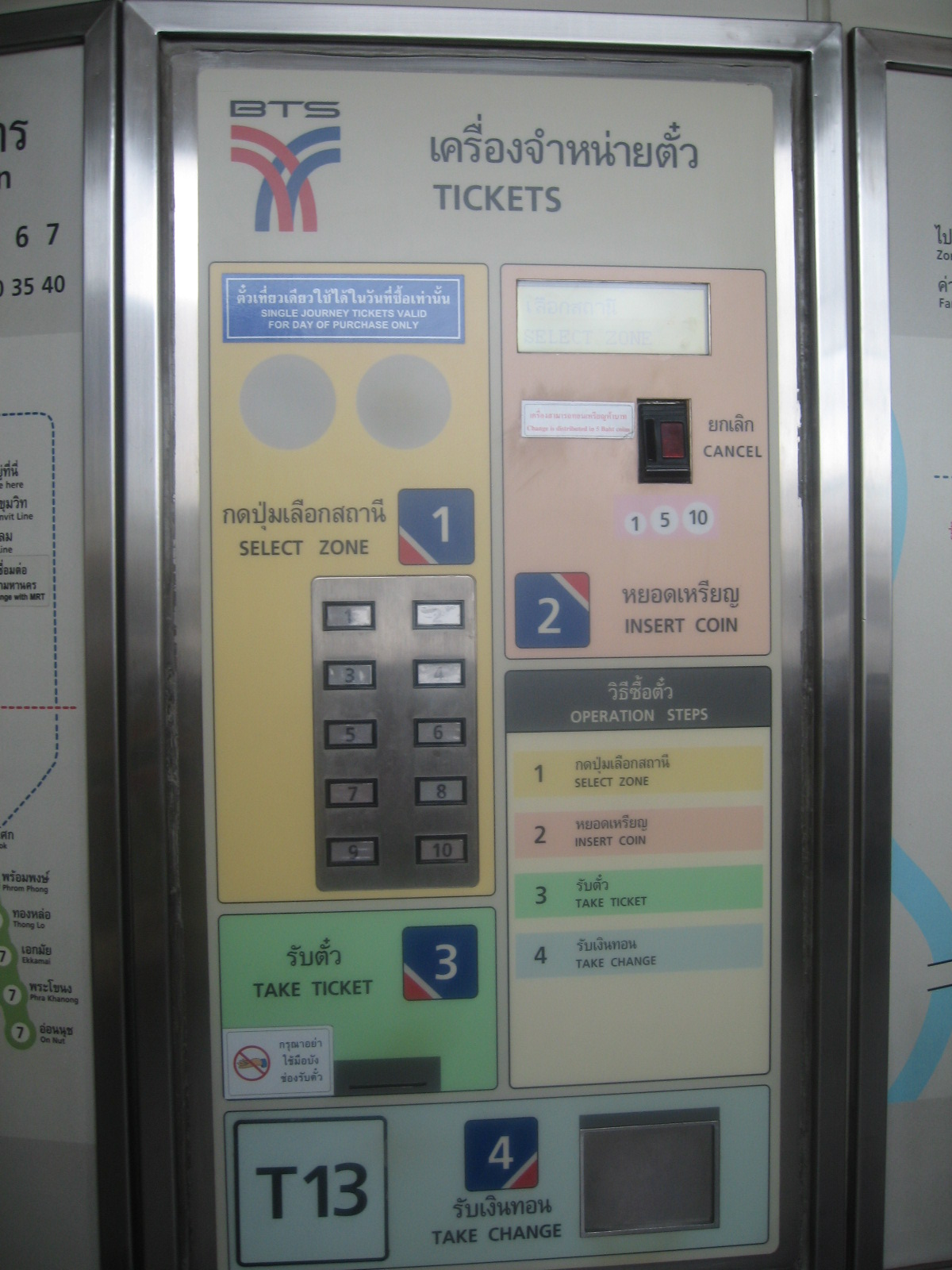
Distributeur automatique à la station de Mo Chit, SkyTrain de Bangkok, Thaïlande.
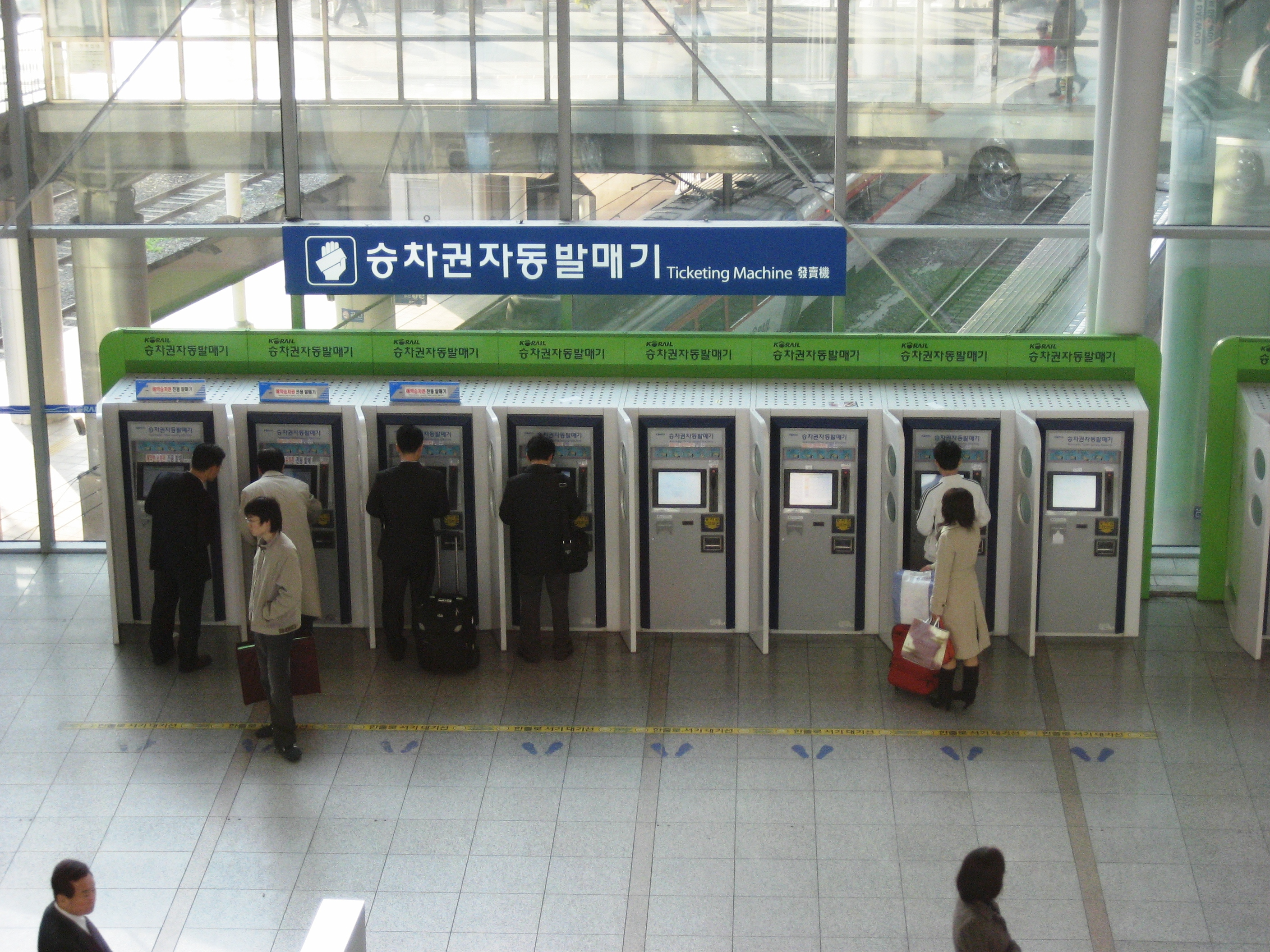
Distributeurs automatiques à la gare de Séoul, Korail, Corée du Sud.
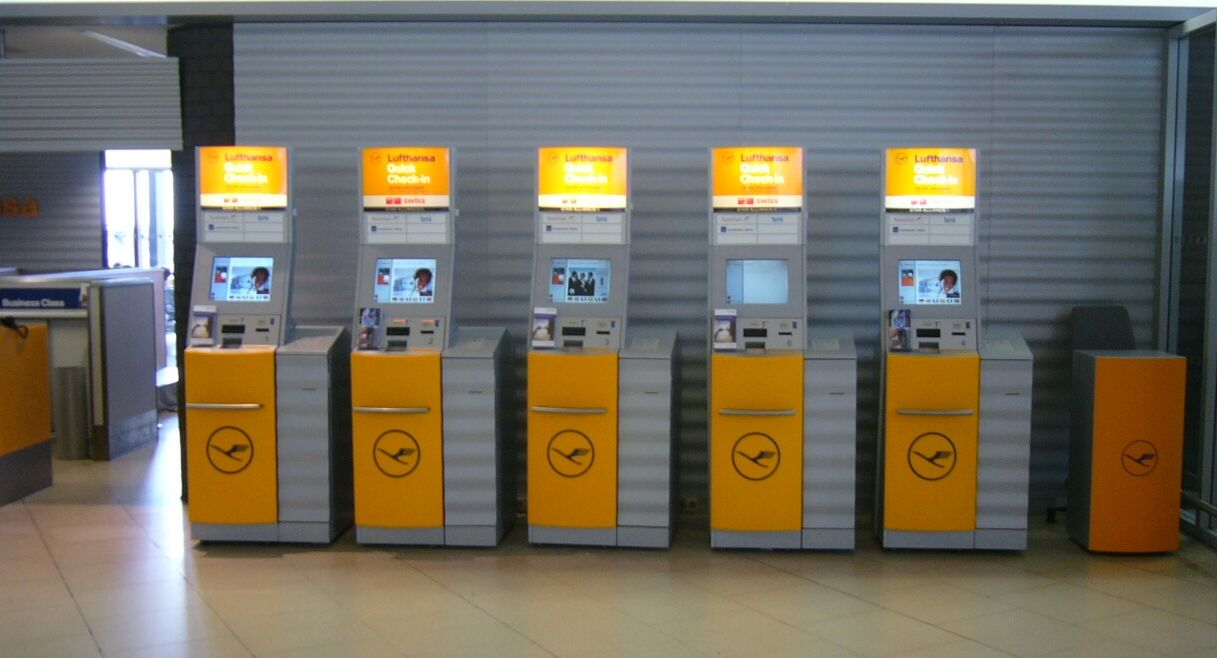
Distributeurs automatiques de titres de transports de la compagnie Lufthansa, à l'aéroport international de Hanovre, Allemagne.
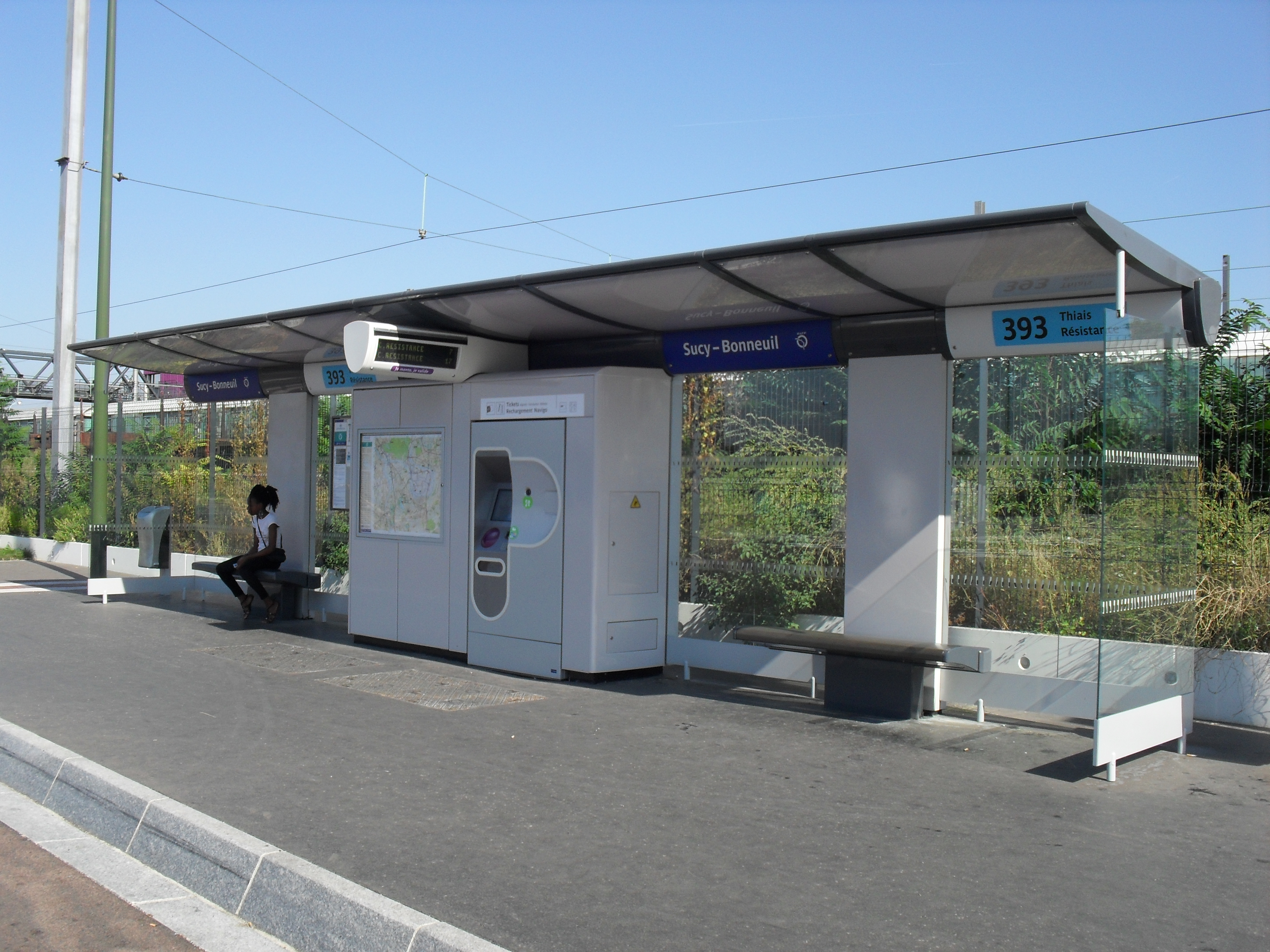
Abri voyageurs avec distributeur de titres, en gare de Sucy-Bonneuil, en France.
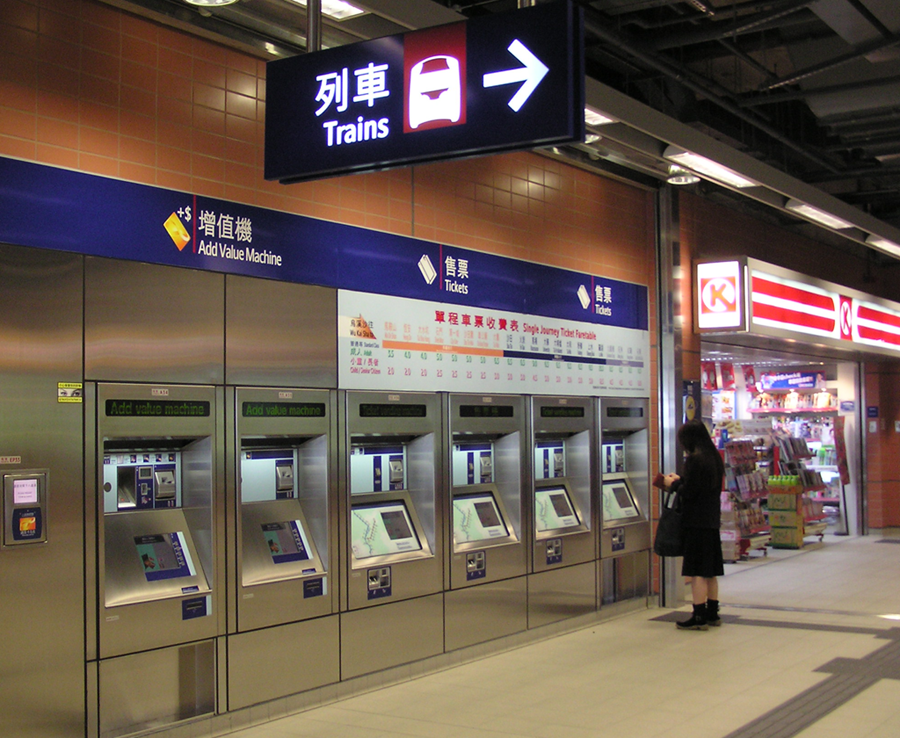
Distributeurs automatiques à la station de Wu Kai Sha, métro de Hong Kong.
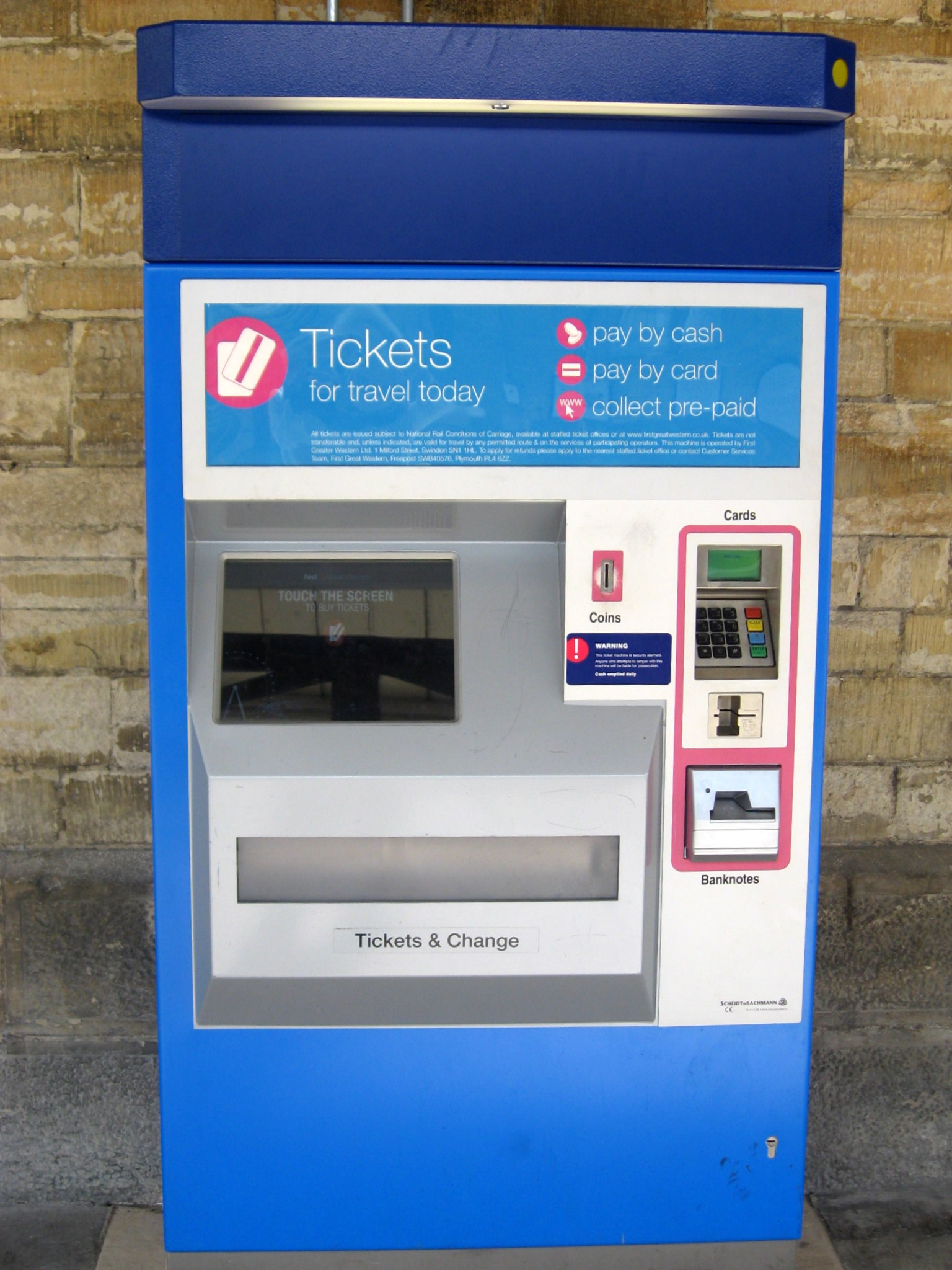
Distributeur automatique à la gare ferroviaire de Stroud, Angleterre, qui délivre notamment des tickets commandés et payés sur Internet.
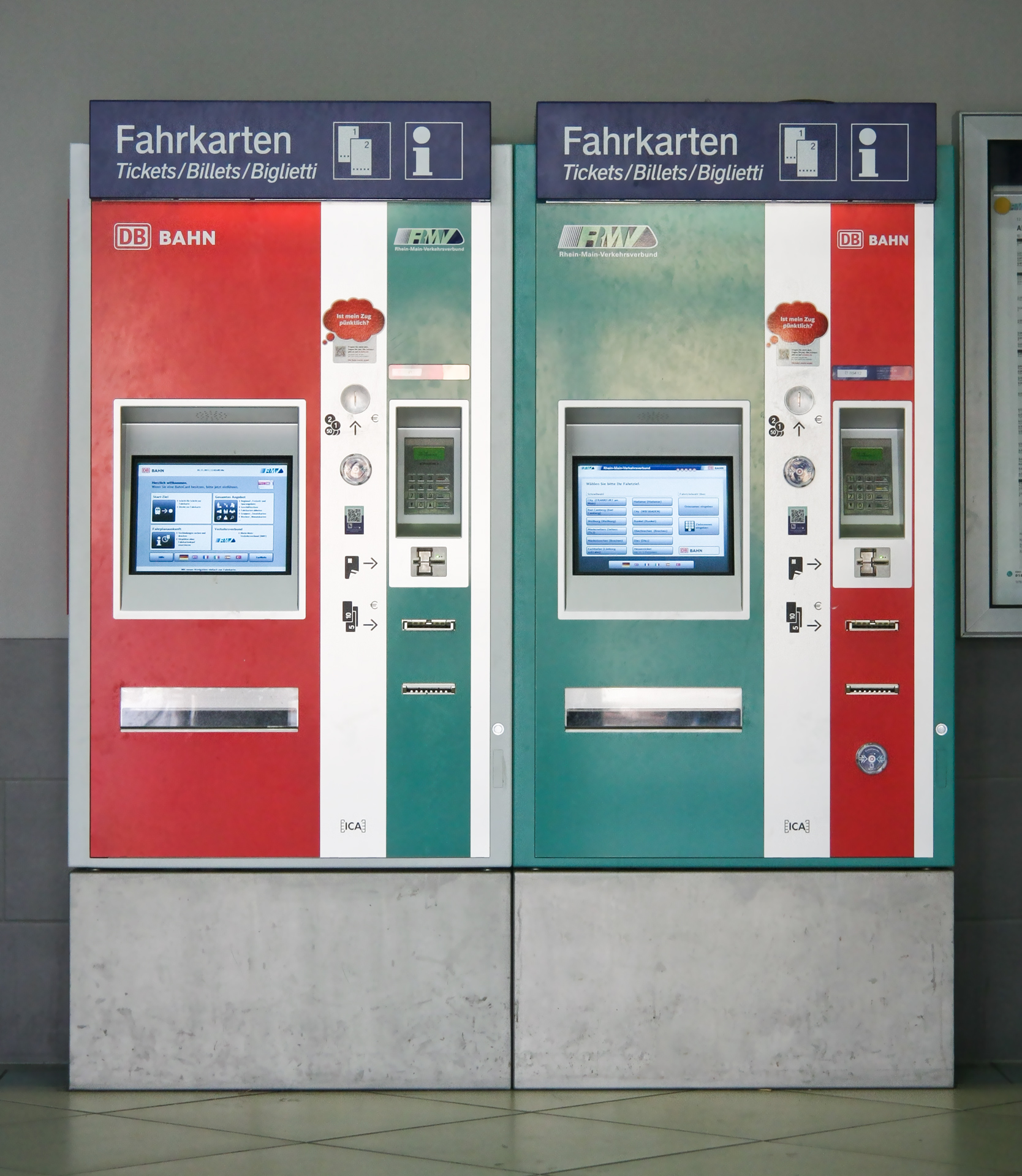
Distributeur automatique combiné de la Deutsche Bahn ainsi que RMV, à Limburg an der Lahn, Allemagne.
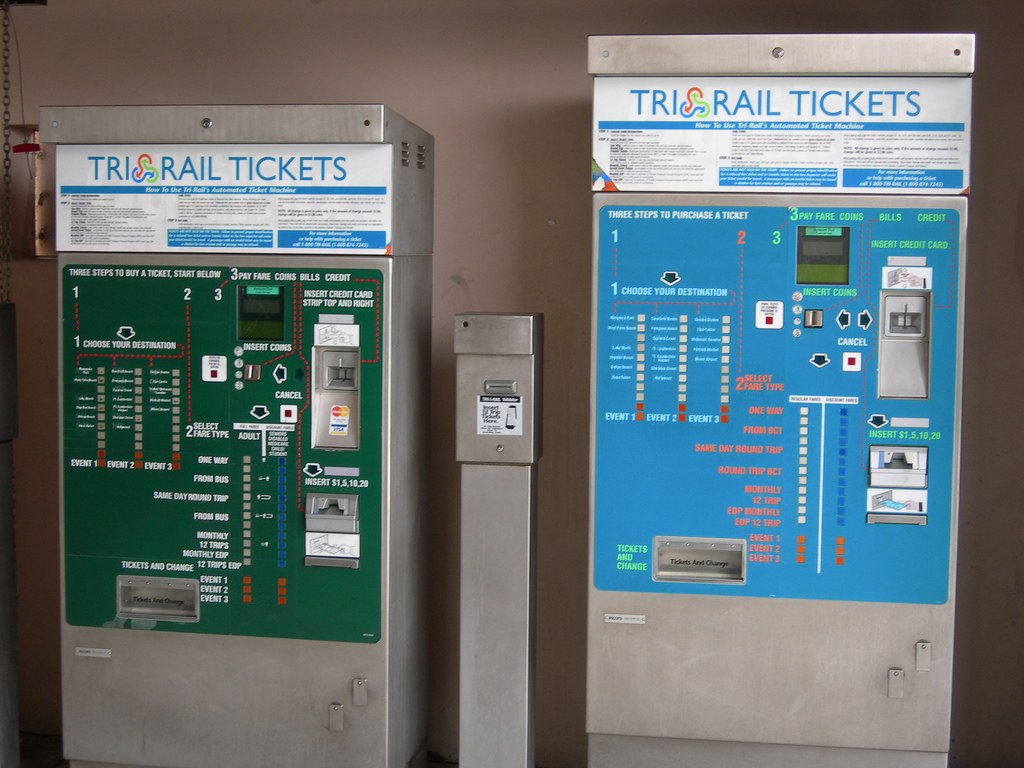
Distributeurs automatiques à la station de Tri-Rail, dans l'aire métropolitaine de Miami, États-Unis.
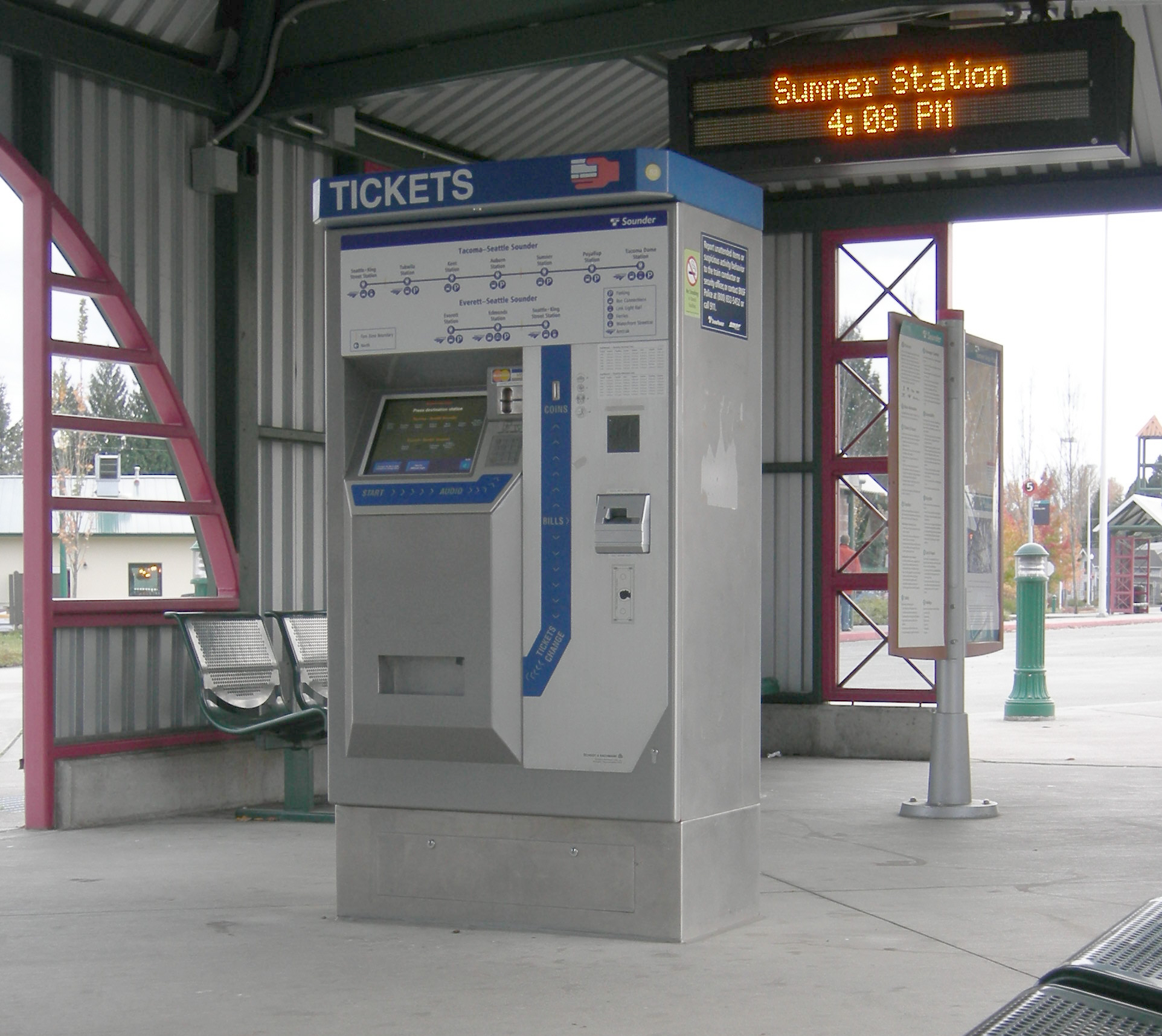
Distributeur automatique à Sumner (État de Washington), aux États-Unis.
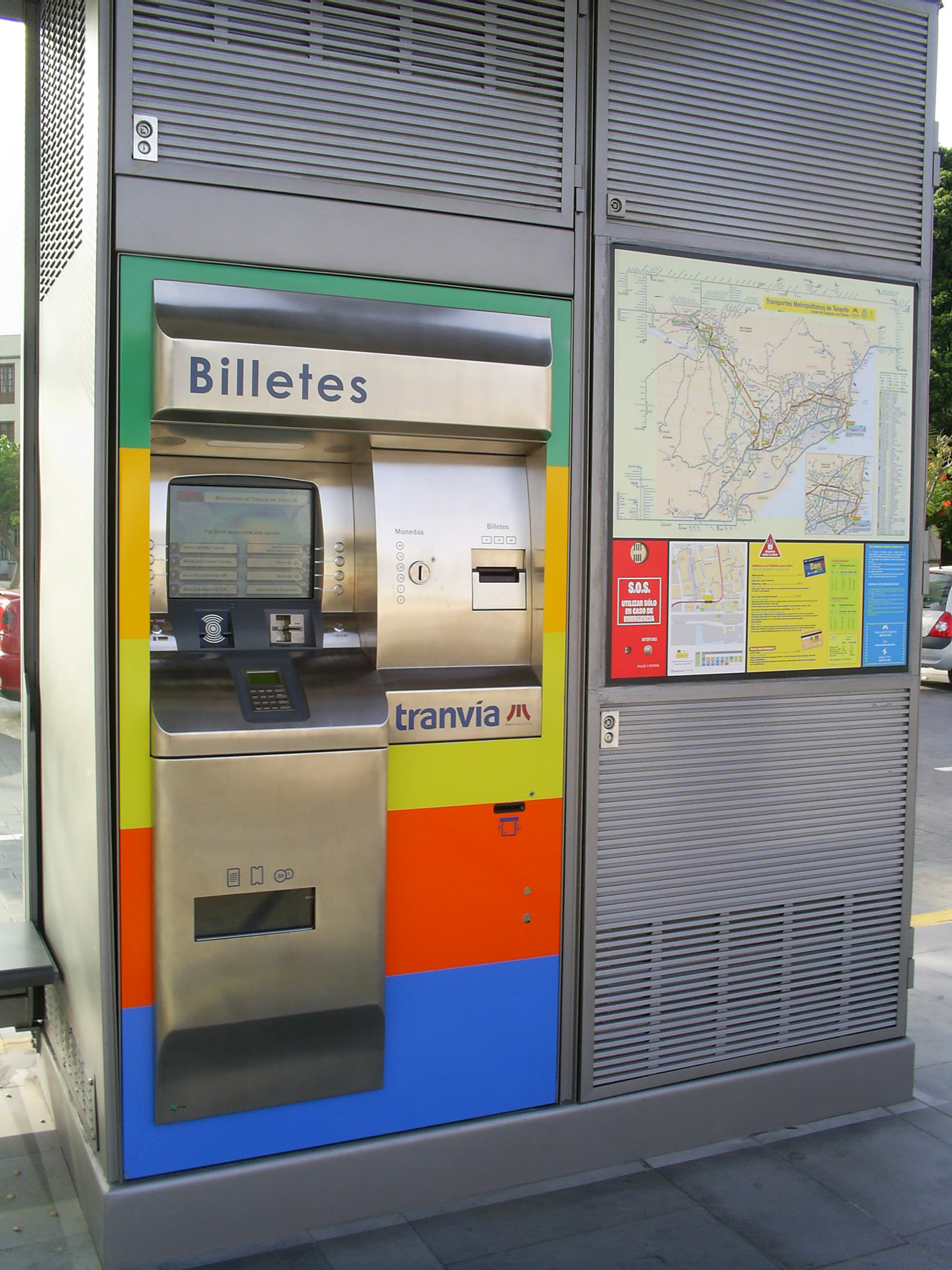
Distributeur automatique de billets à Tenerife, en Espagne.